# Église Saint-Joseph d'Anderlecht
Pour les articles homonymes, voir Église Saint-Joseph et Anderlecht (homonymie).
L'église Saint-Joseph (en néerlandais : Sint-Jozefkerk) est un édifice religieux catholique sis à Anderlecht (Bruxelles), place de la Roue, entre la chaussée de Mons et le canal Bruxelles-Charleroi. Un premier lieu de culte construit en 1901 (et localisé ailleurs) est remplacé par l'église actuelle datant de 1939. Le clergé diocésain assure les services religieux et pastoraux de l'église qui est paroissiale.

## Origine
Bien avant la construction de la cité-jardin de la Roue, une première église, construite le 22 août 1901, se trouvait à l'actuelle Petite rue des loups. Devenue trop exiguë, elle fut remplacée en 1939 par l'église actuelle. Le terrain où est bâti l'église actuelle fut donné à la commune en 1933. Construite de 1938 à 1939 il faudra cependant attendre l’année 1951 pour que l'édifice soit consacré, car la Seconde Guerre mondiale éclata juste après sa construction. Mgr De Smedt, alors évêque auxiliaire de Malines en fut le prélat consécrateur. 
Le sous-sol de l'église abrite les locaux de la 121e unité (Unité Saint-Joseph) de la Fédération des Scouts Baden-Powel de Belgique.

## Architecture
Ce bâtiment est de style art déco. Durant l'entre-deux-guerres, ce type d'architecture était en vogue à Bruxelles. Plusieurs caractéristiques peuvent le prouver : 
- utilisation de briques plates
- angles accentués
- horizontalité accentuée par les corniches débordantes
- courbes

L'intérieur est sans piliers. Le soutien de la toiture est assuré par une structure de voûtes en berceau qui assure un espace plus grand au sol.